# Nomada japonica
Nomada japonica är en biart som beskrevs av Smith 1873. Nomada japonica ingår i släktet gökbin, och familjen långtungebin. Inga underarter finns listade i Catalogue of Life.

## Bildgalleri

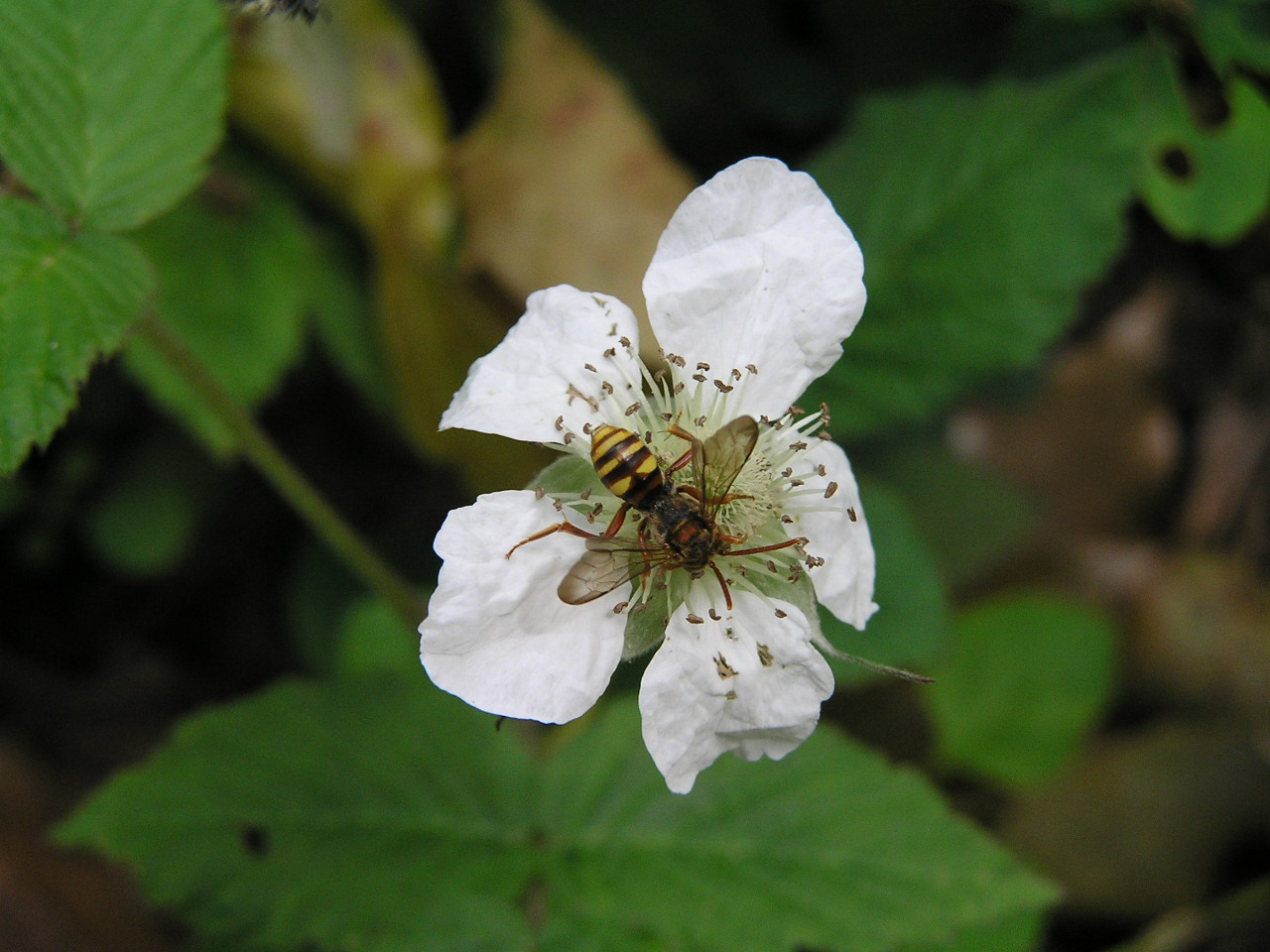